# Gare de Munich-Giesing
La gare de Munich-Giesing est une gare ferroviaire des lignes de Munich-Est à Deisenhofen (de) et de Munich-Giesing à Kreuzstraße (de). Elle est située dans le quartier de Giesing, secteur Obergiesing à Munich en Allemagne.
Gare de la Deutsche Bahn, elle est desservie par les trains des lignes S3 et S7 de la S-Bahn de Munich. Elle est en correspondance directe avec la station Giesing, située en souterrain, desservie par les lignes U2 et U8 du métro de Munich.

## Histoire
La gare de Giesing est inaugurée le 10 octobre 1898 sur la nouvelle ligne de Munich-Est à Deisenhofen. À cette époque, la gare est à un peu plus d'un kilomètre de ce qui est alors Giesing et entourée de prairies et de champs. La commune de Giesing est intégrée à l'agglomération depuis 1854. 
Le 26 janvier 1901, la gare est renommée « München-Giesing » (Munich-Giesing). En 1904, une autre ligne de chemin de fer est construite par Perlach jusqu'à Kreuzstraße, qui va de la gare de Munich-Est par la gare de Giesing et au cimetière de la forêt de Perlach, elle laisse la ligne existante de Munich-Est à Deisenhofen avec une branche à l'est.
À partir de 1912, un dépôt de tramway est adjacent à la gare, il est utilisé jusqu'en 1972, puis fermé et démoli. À la fin des années 1920 et pendant le Troisième Reich, Giesing s'agrandit jusqu'à la gare et les champs et les prairies le long de la Deisenhofener Strasse, qui relie le centre de Giesing à la gare, sont bâtis avec des immeubles spacieux. De plus, les lignes sont électrifiées pendant cette période. Le 28 mai 1972, la gare est intégrée au réseau S-Bahn de Munich.
Depuis 1985, le bâtiment de la gare est l'un des derniers bâtiments de la gare de banlieue de Munich sous la protection des monuments et est utilisé depuis 2004 comme centre culturel du quartier de Giesing et de restaurant. Le 18 octobre 1980, la voie 2 du métro de Munich ouvre avec la station de métro Giesing située en dessous de la station S-Bahn. La gare routière intégrée dans le parvis de la gare est temporairement relocalisée dans la rue au moment de la refonte de la place et de la zone adjacente le long de la voie ferrée. Un centre de santé et une maison de retraite sont construits à la gare de Giesingen à la mi-2009, bien que le parc relais existant auparavant ne soit plus disponible. Depuis 2010, la gare routière est de retour sur le parvis de la gare.

## Service des voyageurs

### Accueil
Il y a des escaliers menant à la mezzanine aux deux extrémités et au milieu de la plate-forme, qui est droite sur toute sa longueur. L'ascenseur intégré ultérieurement relie la plate-forme du S-Bahn directement à la plate-forme du métro via le niveau d'accès, et un autre ascenseur mène du niveau d'accès au parvis de la gare. La mezzanine s'étend sur toute la longueur de la station de métro, ce qui est plutôt inhabituel à Munich. La raison en est les entrées largement espacées ainsi que le passage sous la ligne S-Bahn.

### Desserte
La gare de S-Bahn comporte quatre voies, dont une sans quai est utilisée pour le trafic de marchandises et deux pour le trafic de S-Bahn. La quatrième voie avec la plate-forme sert de ligne de côté et est parfois utilisée pour des trains spéciaux. Une particularité de la gare est que la voie entre la gare de l'Est et la jonction au cimetière de la forêt de Perlach est exploitée à gauche et non, comme d'habitude avec la Deutsche Bahn, à droite. Cela se produit parce que les S-Bahn changent de sens de déplacement à la gare de l'Est, permettant ainsi des trajets sans conflit entre les trains sur l'itinéraire vers Giesing et les trains sur l'itinéraire principal.

### Intermodalité

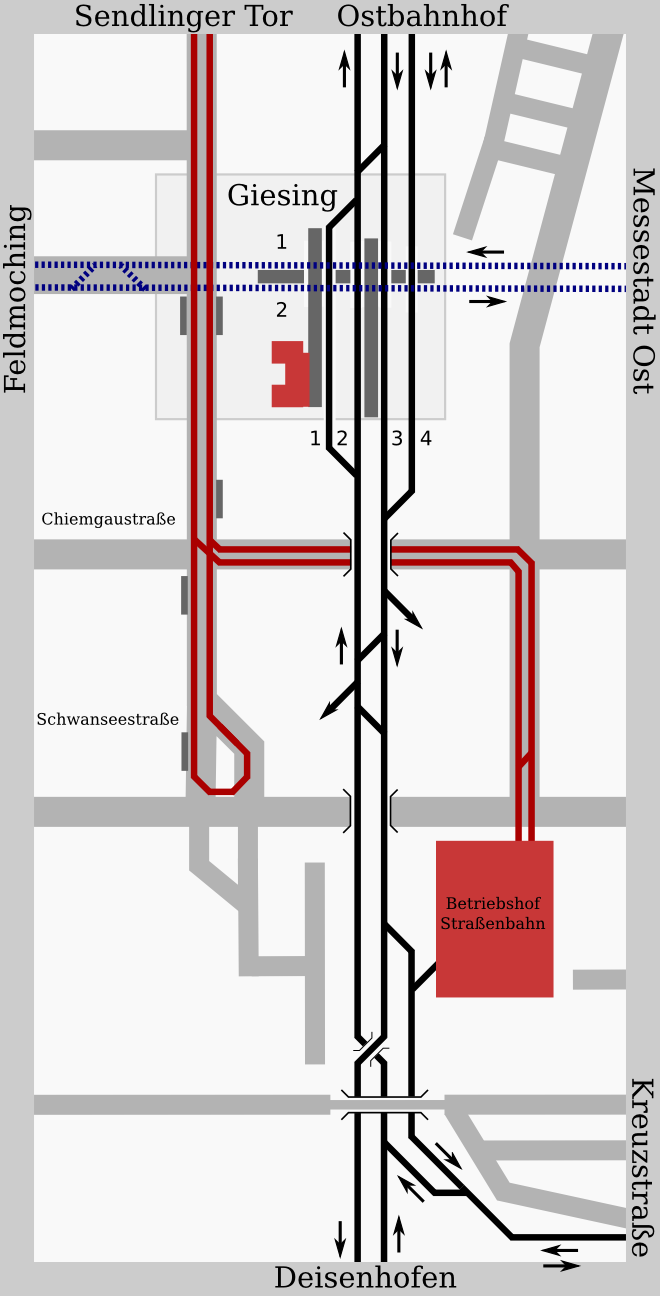
Plan de desserte de la gare

Avec l'ouverture de la station de métro en 1980, la gare devient une plaque tournante des transports publics locaux à Giesing. C'est là que se rencontrent les lignes de S-Bahn S3 et S7, les lignes de métro 2 et 7 ainsi que la ligne de bus Metro 54 et la ligne de tramway 18. La ligne de métro 7, qui existe depuis le 12 décembre 2011, ne fonctionne qu'aux heures de pointe. Une gare routière est intégrée dans le parvis de la gare, où la ligne Metro 59 de Munich et les trajets amplifiés de la ligne 54, les lignes de bus urbaines 139 et 147 et la ligne de bus régional 220 s'arrêtent.